# Vallum
Se denomina vallum a la totalidad o a una parte de las fortificaciones de un campamento romano. La vallum normalmente se componía de un terraplén de tierra o césped (agger), con una empalizada de madera en la parte superior, y disponía de un foso exterior (fossa). El nombre significa propiamente la empalizada que se desarrolló a lo largo del borde exterior de la parte superior del terraplén o agger, pero se utiliza generalmente para referirse al conjunto de la fortificación.

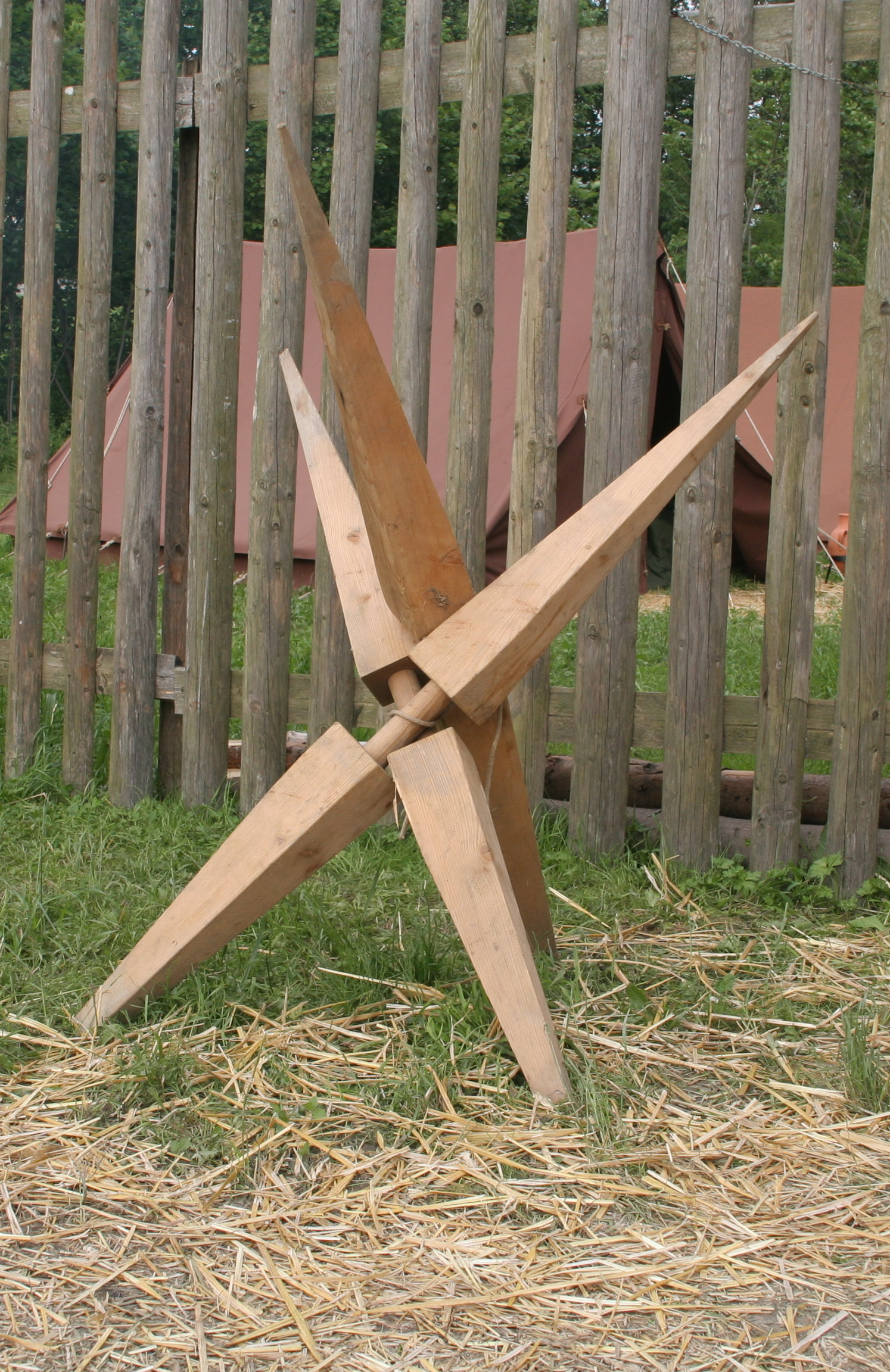
Vallum

Las valli (χάρακες) griegas, imitadas y mejoradas por los romanos, son descritas por Polibio y Tito Livio, que comparan entre la vallum de los griegos y la de los romanos, adjudicando ventaja a esta última. Ambos sistemas utilizan árboles jóvenes o las ramas de los árboles más grandes, pero las valli de los griegos eran mucho más grandes y no cortaban las ramas secundarias, dejando que fuesen las ramificaciones y las hojas las que sellasen el espacio entre un tronco y el siguiente. Por el contrario los romanos dispusieron los troncos juntos, entrelazado las ramas, y afilando el remate superior. Esta diferencia permitía que los atacantes pudiesen remover los troncos tirando del ramaje en las valli griegas, mientras que por el contrario la empalizada romana fuese muy difícil de extraer, y que la eliminación de un poste despejase un hueco muy estrecho. 
Debido en parte a estas diferencias, las valli griegas se conformaban con troncos cortados en el propio lugar, mientras que el vallum romano preparaba los postes de antemano.  El vallado podía confeccionarse con cualquier madera fuerte, pero generalmente se prefirió roble.
Durante la marcha, cada soldado romano llevaba tres o cuatro estacas de madera fuerte, al menos de 1,5 m (5 pies) de largo, y puntiagudas en ambos extremos. Varias de estas estacas han sido encontradas en excavaciones, lo suficientemente bien conservadas como para demostrar que se estrechaban en el centro. Dado que esa geometría por sí misma no podría haber sido utilizada para formar la empalizada de la vallum de un campamento, se ha sugerido que el estrechamiento se realizaba para facilitar el atado de las estacas en grupos de tres, con objeto de formar una estructura tridimensional en forma de "erizo", que se podría colocar sobre el promontorio (ager) de la vallum. Es probable que, al estilo griego, este entramado se complementase con el material que se pudiese encontrar a mano, como ramas de árboles o arbustos espinosos.